# Dormagen
Dormagen, est une ville d'Allemagne, dans le land de Rhénanie-du-Nord-Westphalie. Elle est située sur la rive gauche du Rhin entre Düsseldorf, Cologne et Mönchengladbach.

## Histoire
| Appartenances historiques Électorat de Cologne 953-1797 République cisrhénane (Roer) 1797-1802 République française (Roer) 1802-1804 Empire français (Roer) 1804-1815 Royaume de Prusse (Province de Juliers-Clèves-Berg) 1815-1822 Royaume de Prusse (Province de Rhénanie) 1822-1918 République de Weimar 1918-1933 Reich allemand 1933-1945 Allemagne occupée 1945-1949 Allemagne 1949-présent |

## Jumelages
- Toro (Espagne)
- Saint-André-lez-Lille (France)
- Kiryat Ono (Israël)

## Personnalités liées à la ville
- Heinz Hilgers (1948-), homme politique né à Dormagen.
- Andreas Lambertz (1984-), footballeur né à Dormagen.